# Sally Shaywitz
Sally Shaywitz (née en 1942) est une médecin et chercheuse américaine, professeure titulaire de la chaire Audrey G. Ratner en développement de l'apprentissage à l'université Yale. Elle est cofondatrice et codirectrice du Yale Center for Dyslexia & Creativity. Ses recherches portent notamment sur la compréhension de la dyslexie.

## Enfance et formation
Shaywitz est née et a grandi dans le Bronx, à New York. Ses parents sont originaires d'Europe de l'Est et ont émigré au début du XXe siècle. Son père était couturier et sa mère femme au foyer. Elle obtient son diplôme de premier cycle au City College of New York, puis elle fait ses études de médecine à l'Albert Einstein College of Medicine, où sa promotion compte seulement quatre femmes sur les cent étudiants inscrits. Shaywitz se spécialise en pédiatrie et pédiatrie du développement.

## Recherche et carrière
Shaywitz a commencé sa carrière comme médecin dans une banlieue du Connecticut. En 1979, elle a été recrutée par l'université Yale pour voir des patients souffrant de troubles d'apprentissage du langage, notamment de dyslexie. Ses recherches portent sur des études épidémiologiques et neurobiologiques longitudinales. En 1983, elle a commencé à suivre une cohorte aléatoire d'enfants en continu de la maternelle à leur âge actuel dans la quarantaine. Les données de l'étude longitudinale ont également montré que l'écart de réussite en lecture entre les élèves typiques et dyslexiques se produit tôt — dès la première année d'école — et persiste durant leur scolarité. Cette découverte l'a incitée à développer un outil de dépistage efficace fondé sur des données probantes pour identifier les personnes à risque dès la maternelle.
En 1983, elle a commencé à suivre une cohorte de personnes de la maternelle à l'âge adulte, une étude connue sous le nom de Connecticut Longitudinal Study,. Elle a montré que les garçons et les filles étaient tout aussi susceptibles d'être touchés par la dyslexie. Ces études ont permis à Shaywitz d'identifier une signature neuronale de la dyslexie, ainsi que de démontrer que la dyslexie n'est pas simplement un trouble de la lecture que les jeunes « dépassent ». Selon Shaywitz, la dyslexie survient en raison d'un fonctionnement inefficace des systèmes neuronaux responsables de la lecture qualifiée. Shaywitz a développé le modèle « Sea of Strengths », qui explique que la dyslexie est un déficit dans le traitement du langage. Ses recherches ont identifié qu'il n'y a aucun lien entre la dyslexie et l'intelligence, de sorte que vous pouvez être très intelligent et lire très lentement.
En 2003, Shaywitz a publié Overcoming Dyslexia, un livre qui aide les gens à identifier, comprendre et surmonter les défis de la lecture. En 2020, elle a publié la deuxième édition de Overcoming Dyslexia avec son fils, le psychiatre, Jonathan Shaywitz.

## Honneurs et distinctions
- 1995 : Albert Einstein College of Medicine Distinguished Alumnus Award[10]
- 1998 : membre de l'Académie nationale de médecine
- 1998 : prix d'excellence en recherche sur la santé des femmes de la Society for Women's Health Research (en)[2]
- 1999 : prix Sidney Berman de l'Académie américaine de psychiatrie de l'enfant et de l'adolescent[11]
- Prix du livre Margot Marek 2003[12]
- 2004 : médaille Townsend Harris du City College of New York[13]
- 2005 : doctorat honoris cause en sciences du Williams College[14]
- 2012 : colauréate du prix Samuel-Torrey-Orton avec Bennett Shaywitz)[15]
- 2017 : prix Genius du Liberty Science Center (en)[16]
- 2020 : membre élue de l'Association américaine pour l'avancement des sciences[17]

## Publications (sélection)
Depuis 2018, la définition de la dyslexie comme inattendue est codifiée dans la loi fédérale américaine (US Public Law 115-391) : « Le terme « dyslexie » désigne une difficulté de lecture inattendue pour un individu qui a l'intelligence d'être un bien meilleur lecteur, le plus souvent causé par une difficulté dans le traitement phonologique (l'appréciation des sons individuels de la langue parlée), qui affecte la capacité d'un individu à parler, lire et épeler ».
- (en) Sally E. Shaywitz, Bennett A. Shaywitz, Jack M. Fletcher et Michael D. Escobar, « Prevalence of Reading Disability in Boys and Girls », Journal of the American Medical Association, American Medical Association, vol. 264, no 8,‎ 22 août 1990, p. 998 (ISSN 0098-7484 et 1538-3598, OCLC 1124917, DOI 10.1001/JAMA.1990.03450080084036).
- (en) Sally E Shaywitz et Bennett A Shaywitz, « Dyslexia (specific reading disability). », Biological Psychiatry, Elsevier, vol. 57, no 11,‎ 1er juin 2005, p. 1301-1309 (ISSN 0006-3223, 1873-2402 et 1086-7694, OCLC 424038458, PMID 15950002, DOI 10.1016/J.BIOPSYCH.2005.01.043).

## Vie privée
Shaywitz est mariée avec le neurologue pédiatrique Bennett Shaywitz, professeur émérite, directeur du département de neurologie pédiatrique à la faculté de médecine de l'université Yale de 1976 à 2015, avec qui elle a cofondé le Yale Center for Dyslexia & Creativity,. Ils se sont rencontrés et se sont mariés en 1963. Elle est mère de trois enfants et vit avec sa famille à Westport dans le Connecticut.